# José María Bueno y Monreal
José María Bueno y Monreal (Zaragoza, 11 de setembro de 1904 — Pamplona, 20 de agosto de 1987) foi um cardeal espanhol da Igreja Católica Romana que serviu como arcebispo de Sevilha de 1957 a 1982, e foi elevado ao cardinalato em 1958.

## Biografia
Nascido em Zaragoza , José Bueno estudou na Pontifícia Universidade Gregoriana e no Angelicum em Roma. Foi ordenado ao sacerdócio em 19 de março de 1927 e depois lecionou na escola de seminário e jornalismo em Madri até 1945. Tornando-se professor do Instituto Superior de Cultura Religiosa de Madri em 1929, Monreal também atuou como fiscal diocesano de 1935 a 1945, foi o mesmo ano em que ele foi feito um doutorado canônico.
Em 1 de dezembro de 1945, foi nomeado bispo de Jaca pelo papa Pio XII. Monreal recebeu sua consagração episcopal em 19 de março de 1946 do Bispo Leopoldo Eijo y Garay, com os Bispos Casimiro Morcillo González e Luigi Muñoyerro servindo como co-consagradores. Posteriormente foi nomeado Bispo de Vitória em 13 de maio de 1950, e Arcebispo Coadjutor de Sevilha e Arcebispo Titular de Antioquia na Pisídia em 27 de outubro de 1954. Como coadjutor, Monreal serviu ao Cardeal Pedro Segura y Sáenz, que se recusou a ver Monreal e tentou parar seus esforços para suavizar as regras rígidas do Cardeal para os católicos sevilhanos.
Bueno y Monreal sucedeu o cardeal Segura y Sáenz como arcebispo de Sevilha em 8 de abril de 1957. Ele foi criado cardeal-sacerdote de SS. Vito, Modesto e Crescência (hac vice pro ao título) por Papa João XXIII no consistório de 15 de dezembro de 1958. De 1962 a 1965, Monreal participou do Concílio Vaticano II. Juntamente com o cardeal José Quintero Parra, ajudou o cardeal Paul Zoungrana a entregar uma das mensagens finais do Conselho em 8 de dezembro de 1965. Ele foi um dos cardeais eleitores que participaram do conclave papal de 1963, e novamente nos conclaves de agosto e outubro de 1978. Ele renunciou ao cargo de arcebispo de Sevilha em 22 de maio de 1982, após um reinado de vinte e cinco anos.
Cardeal Bueno y Monreal morreu em Pamplona, aos 82 anos. Ele está enterrado na Catedral de Sevilha.